# White Rabbits
White Rabbits es una banda estadounidense de indie rock radicada en Brooklyn, NY, originalmente de Columbia, Misuri. La banda lanzó su álbum debut, Fort Nightly, el 22 de mayo de 2007. Actualmente graban para TBD Records.

## Historia
La banda se formó en Columbia, Misuri. Los líderes de la banda, Greg Roberts y Stephen Patterson, se conocieron en la universidad en el 2004. Álex Even, Adam Russell y Greg habían tocado inicialmente en la banda Texas Chainsaw Mass Choir. La formación original de los White Rabbits consistió de 5 miembros, pero después de reubicarse en New York al siguiente año, la banda se expandió hasta 6 miembros. El sexto miembro, Jamie Levinson, había crecido en la misma calle que Roberts en Webster Groves, Misuri. Tanto Roberts como Levinson tocaron en una banda ska (llamada The Hubcaps) mientras estaban en la secundaria.
Los White Rabbits grabaron su primer álbum de estudio, Fort Nightly, y lo lanzaron al público en el 2007 a través de Say Hey Records. El álbum fue alabado por la crítica.
Adicionalmente a su consistente recorrido, ellos han aparecido en NPR's World Cafe, donde los miembros de la banda discutieron sobre cómo se conocieron y formaron en la universidad de Columbia, Misuri. También hablaron acerca de su sonido inicial e interpretaron tres canciones. También aparecieron en Late Show with David Letterman.
El 12 de mayo de 2009 la banda lanzó su segundo álbum, titulado It's Frightening. El álbum fue producido por Britt Daniel, destacado guitarrista y cantante de Spoon(a quien le preguntaron luego de reunierse con la banda mientras estaban de gira en Minneapolis). Terminado el 16 de febrero de 2009, el álbum fue publicado por TBD Records, que también trabajó con las bandas Radiohead y Underworld. La banda también trabajó con Nicholas Vernhes en el Rare Book Room.

## Shows en vivo
Los White Rabbtis son conocidos por su energía en el escenario, sus cambios de instrumentos y covers, notablemente Bob Dylan's "Maggie's Farm", que también fue interpretado por una de las principales influencias de la banda, The Specials. Típicamente ellos ponen su propio toque en sus covers tocándolos en un estilo/género que es diferente del original. Después de tocar un particularmente enérgico show en South By Southwest en el 2008, NME los calificó como una de las mejores tres bandas que tocaron ese año.
Han hecho giras con bandas tales como The Walkmen, Richard Swift, y Spoon. En el 2007, empezaron una gira nacional con los Kaiser Chiefs en promoción de su álbum Fort Nightly. A esto siguió una gira por el Reino Unido.
White Rabbits también tienen planeado tocar en el Austin City Limits Music Festival del 2010, y antecederán a la banda Muse en el estadio London's Wembley el 10 de septiembre de 2010.
Ellos tocaron en el BBC Show Later de Jools Holland, donde interpretaron Percussion Gun y They Done Wrong/We Done Wrong'.

## Discografía

### Álbumes de estudio
- Fort Nightly (2007, Say Hey Records)
- It's Frightening (12 de mayo de 2009, TBD Records)
- Milk Famous (2012, TBD Records)[10]

### EP
- "White Rabbits Daytrotter Sessions" (2007, Daytrotter)

### Singles
- "The Plot" (Digital Single, 2007)
- "Cotillion Blues/Beehive State" (Digital Single, 2008)
- "While We Go Dancing" (7", 2008)
- "Percussion Gun" (Digital Single/Radio Promo, 2009) (#31 Billboard Alternative Songs)[11] Used as in game music in EA Sports 2010 FIFA World Cup: South Africa
- "Lionesse" (Radio Promo, 2009)
- "They Done Wrong/We Done Wrong" (Radio Promo, 2010)

### Grabaciones en vivo
- "White Rabbits: Live [En Spaceland - 13 de junio del 2007]" (2007, Spaceland Recordings)
- "Live at Lollapalooza 2007: White Rabbits - EP" (2007)

## Miembros
- Alexander Even – guitarra, vocalista
- Brian Betancourt - bajo
- Matthew Clark – tambores, percusiones adicionales
- Jamie Levinson – tambores
- Gregory Roberts – vocalista, guitarra
- Stephen Patterson – vocalista, piano

### Miembros iniciales
Adam Russell – bajo

## Influencias
| - The Specials - The Style Council - Aztec Camera |

### Hechos
- "Percussion Gun" fue presentado en la cuarta temporada de la serie de televisión Friday Night Lights (TV series)  e incluido en el Friday Night Lights Vol. 2 (televisión soundtrack). También fue presentada en la temporada 3, episodio 19 de Gossip Girl y también en el 2010 FIFA World Cup South Africa (video game) .